# Імені Василя Шушмана
Імені Василя Шушмана (колишні назви — Жовтнева, Платформа 1481 км) — пасажирський залізничний зупинний пункт Одеської дирекції Одеської залізниці на електрифікованій лінії Роздільна I — Одеса між станціями Вигода (8 км) та Дачне (7 км). Розташований поблизу села Важне Одеського району Одеської області.

## Історія
У 1978 році зупинний пункт  електрифікований змінним струмом (~25 кВ) в складі дільниці Дачне — Вигода.
20 лютого 2023 року виконавчий комітет Вигодянської сільської громади запропонував громадське обговорення, відповідно до постанови Кабінету Міністрів України від 24 жовтня 2012 року № 989 «Про затвердження Порядку проведення громадського обговорення під час розгляду питань про присвоєння юридичними особам та об'єктам права власності, які за ними закріплені, об'єктам права власності, які належать фізичним особам, імен (псевдонімів) фізичних осіб, ювілейних та святкових дат, назв і дат історичних подій», враховуючи лист Виробничого підрозділу «Одеська об'єднана дирекція залізничних перевезень» АТ «Укрзалізниця» від 1 лютого 2023 року № ДН-1-18/69 та розпорядження сільського голови № 30-СР від 20 лютого 2023 року «Про проведення громадського обговорення щодо перейменування зупинного пункту Платформа Жовтнева.
9 серпня 2023 року зупинний пункт перейменований на честь військовослужбовця 28-ї окремої механізованої бригади Сухопутних військ Збройних Сил України Василя Шушмана (1971—2022), уродженця села Вигода Одеського району, який 30 років свого життя пропрацював на Одеській залізниці, а з початку вересня 2022 року добровільно пішов захищати територіальний суверенітет держави, в ході російсько-української війни. 29 грудня 2022 року на Бахмутському напрямку Донецької області Василь Шушман загинув під час бою.

## Пасажирське сполучення
На платформі зупиняються приміські електропоїзди сполученням Одеса — Роздільна I / Вапнярка / Балта.